# Sebastian Adayanthrath
Sebastian Adayanthrath (* 5. April 1957 in Vaikom, Indien) ist ein indischer Geistlicher und syro-malabarischer Bischof von Mandya.

## Leben
Sebastian Adayanthrath empfing am 18. Dezember 1983 durch den Weihbischof in Ernakulam-Angamaly, Sebastian Mankuzhikary, das Sakrament der Priesterweihe.
Am 4. Februar 2002 ernannte ihn Papst Johannes Paul II. zum Titularbischof von Macriana Maior und bestellte ihn zum Weihbischof im Großerzbistum Ernakulam-Angamaly. Der syro-malabarische Großerzbischof von Ernakulam-Angamaly, Varkey Kardinal Vithayathil CSsR, spendete ihm am 20. April desselben Jahres die Bischofsweihe; Mitkonsekratoren waren der Bischof von London in Kanada, John Michael Sherlock, und der Weihbischof in Ernakulam-Angamaly, Thomas Chakiath.
Die Synode der syro-malabarischen Kirche wählte ihn am 30. August 2019 zum Bischof von Mandya. Die Amtseinführung fand am 8. September desselben Jahres statt.